# 꼬마도요

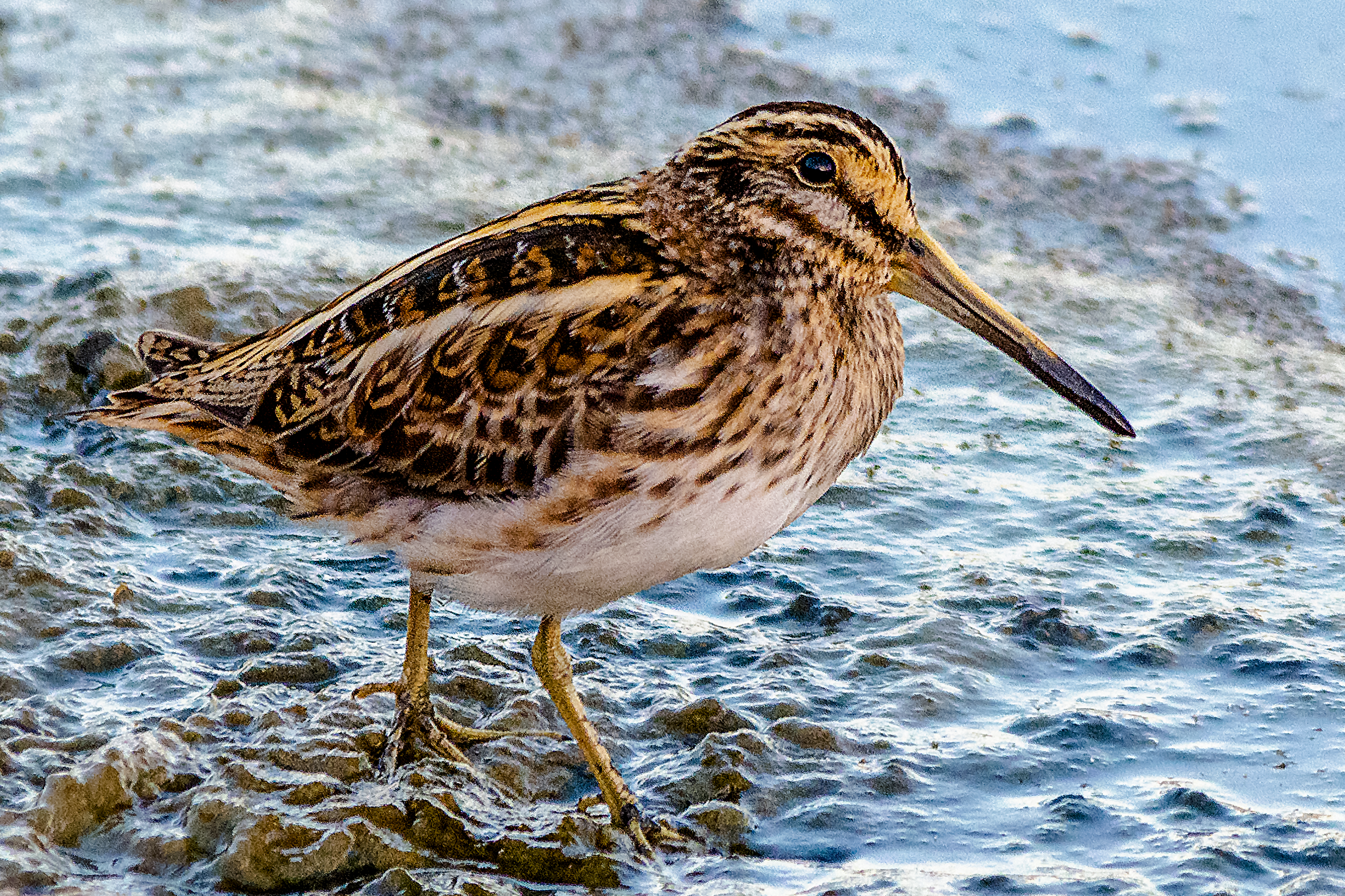

꼬마도요(Lymnocryptes minimus) 또는 잭스나이프(Jack Snipe)는 작고 땅딸막한 섭금류이다. 가장 작은 도요새이다. 흉골과 끊임없이 '위아래로 움직이는' 모습은 다른 도요새나 송도요새와 매우 뚜렷하게 구별된다.

## 분류
꼬마도요는 1764년 덴마크의 동물학자 모르텐 트란 브뤼니히(Morten Thrane Brünnich)가 이명법(binary name)인 '스콜로팍스 미니마(Scolopax minima)'로 공식적으로 기재했다. 그는 모식 서식지를 덴마크의 크리스티안쇠(Christiansø) 섬으로 지정했다. 브뤼니히는 1760년 프랑스 동물학자 마튀랭 자크 브리송(Mathurin Jacques Brisson)이 기재하고 도해한 "작은 베카신(La petite béccassine)"을 바탕으로 기록했다. 꼬마도요는 현재 1826년 독일 동물학자 프리드리히 보이(Friedrich Boie)가 Lymnocryptes속에 도입한 유일한 종이다. 이 종은 단형종으로 간주되며, 아종이 알려져 있지 않다. 속명 Lymnocryptes는 고대 그리스어 limne(습지)와 kruptos(숨겨진)에서 유래했다. 종명 minimus는 라틴어에서 유래했으며 "가장 작은"을 의미한다.

## 설명
성체는 꺅도요보다 작고 부리가 비교적 짧다. 몸길이는 18~25cm(7.1~9.8인치), 날개폭은 30~41cm(12~16인치), 무게는 33~73g(1.2~2.6온스)이다. 몸은 윗부분은 얼룩덜룩한 갈색이고 아랫부분은 옅다. 꼬마도요는 눈을 가로지르는 어두운 줄무늬가 있다. 날개는 뾰족하고 좁으며, 비행 중에 노란색 등줄무늬가 보인다. 마치 스프링 위에 있는 것처럼 독특하게 움직이는 모습은 마치 최면에 걸린 듯한 느낌을 준다.
꼬마도요의 머리 모양은 일반도요새나 갈리나고속(Gallinago)에 속하는 다른 종들과 다르다. 중앙에 정수리 줄무늬가 없고, 대신 두 개의 옅은 측면 정수리 줄무늬가 있으며, 이 줄무늬는 어두운 깃털 부분으로 눈썹 윗부분과 분리되어 있다.